# Helminthophora uniseptata
Helminthophora uniseptata är en svampart som beskrevs av R.F. Castañeda 1986. Helminthophora uniseptata ingår i släktet Helminthophora, divisionen sporsäcksvampar och riket svampar.   Inga underarter finns listade i Catalogue of Life.